# Решітка Хреста Міллса
Решітка Хреста Міллса (англ. Mills Cross Array), або 96-акрова антенна решітка (англ. 96-acre antenna array) — колишній радіотелескоп, подібний за конструкцією до Хреста Міллса, розташований у Сенеці в штаті Меріленд, поблизу Вашингтона. Телескоп був побудований у червні 1954 року й керований Інститутом Карнегі у Вашингтоні. Повна решітка складалася з двох рукавів, кожен довжиною 624 м і з 66 дипольними антенами. Дипольні антени підтримувалися нефарбованими дерев'яними стовпами, з'єднаними дротами. Телескоп використовував близько 8 км дроту, а радіоприймач розташовувався в армійській вантажівці. Телескоп був побудований для проведення огляду неба на частоті 22.2 МГц (довжина хвилі 13,5 метрів), і на цій частоті він мав ширину променя близько 2,5 градусів.
У 1955 році Бернард Берк і Кеннет Франклін використали масив для відкриття радіовипромінювання від Юпітера на частоті 22,2 МГц, яке вони попередньо приписали грозовій активності в атмосфері Юпітера. Хоча радіохвилі від астрономічних джерел були виявлені ще в 1931 році, це було перше виявлення радіохвиль з іншої планети.
Поле, де був розташований масив, зараз є частиною району охорони дикої природи Маккі-Бешерc.